# Famille de Ham
 (juillet 2024).
Si vous disposez d'ouvrages ou d'articles de référence ou si vous connaissez des sites web de qualité traitant du thème abordé ici, merci de compléter l'article en donnant les références utiles à sa vérifiabilité et en les liant à la section « Notes et références ».
La famille de Ham est une ancienne famille noble de Picardie dont la puissance était renforcée par un château-fort dont l’existence est attestée au Xe siècle.

## Origines
Ham est située dans le Santerre, à la limite Est du département de la Somme avec celui de l'Aisne. Le château de Ham est mentionné dès le Xe siècle, tenu alors par un seigneur de la Maison de Ponthieu.

## Première maison de Ham
Le plus ancien seigneur de Ham est un certain Erard Ier, fils du comte Helgaud de Ponthieu. Il était encore seigneur du Ham en 932 quand le comte Herbert II de Vermandois assiégea puis prit le château de Ham. Herbert II se servit de la citadelle comme base pour dévaster les régions de Noyon et de Soissons. Il est fort probable que le château de Ham resta en possession des comtes de Vermandois pendant quelques générations.
Aucun document d'époque ne lui donne de postérité, mais cela n'a pas empêché des historiens peu rigoureux d'affirmer l'existence d'une maison de Ham issue d'Erard Ier qui détint Ham pendant deux générations, avant de s'éteindre en la personne de Pavie de Ham.

## Seconde maison de Ham
Une seconde maison de Ham apparut de manière certaine au début du XIIe siècle en la personne d'Eudes, seigneur du Ham cité en 1106 et en 1144. L'origine d'Eudes n'est pas connue, mais une hypothèse propose une origine vermandoisenne. L'onomastique et le fait que le Ham était possession des comtes de Vermandois appuient cette prétention, qui ne fait cependant pas l'unanimité. Eudes II serait fils de Simon, probablement seigneur de Ham, lui-même fils cadet d'Eudes ou Otton, comte de Vermandois et seigneur de Ham.

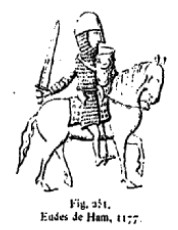
Sceau Eudes de Ham (1177)

Les seigneurs de cette maison sont :
- Eudes Ier, cité en 1106 et en 1144.
- Gérard, cité en 1182, fils du précédent, marié à Marguerite. C'est le premier seigneur à porter les armoiries de la famille.
- Eudes II, neveu du précédent, fils de Lancelin de Ham, mort en 1234 et marié à Isabelle de Bethancourt. Il fit reconstruire le château en pierres[5].
- Eudes ou Oudard III, fils du précédent, cité en 1260, marié à Helvis, dame de Catheu.
- Jean Ier du Ham, fils du précédent.
- Eudes ou Oudard IV, fils du précédent, cité en 1326, marié à Isabelle de Heilly.
- Jean II, fils du précédent, mort en 1344.
- Jean III, fils du précédent, marié en 1362 à Marie de Pottes.
- Jeanne, fille du précédent, citée en 1380.

À Jeanne lui succéda sa sœur Marie, qui épousa un Enguerrand, sire de Coucy, selon les uns, ou qui vendit la seigneurie de Ham à ce même seigneur de Coucy, selon les autres.
Le seul seigneur de Coucy qui peut chronologiquement s'identifier à ce seigneur est Enguerrand VII, dont on connait les deux épouses, d'un statut beaucoup plus élevé que celui de Marie de Ham, et l'on peut donc conclure que Marie de Ham vendit sa terre à Enguerrand de Coucy.
De la maison de Coucy, la seigneurie de Ham passa aux maisons d'Orléans, de Bar, de Luxembourg puis de Boubon-Vendôme, jusqu'à Henri IV qui la réunit à la Couronne,.